# ユーホーケミカル
ユーホーケミカル株式会社は、かつて東京都中央区八丁堀に本社をおき、業務用の洗剤・ワックスを開発・販売していた企業である。

## 沿革
1954年11月、花王石鹸株式会社を退社した薗一郎によって、社名を「株式会社有朋商会」として創業される。水石鹸の開発販売からはじまり、床用洗剤をヒットさせるなど洗剤メーカーとして地歩を固める一方、独自開発の樹脂ワックスの販売も成功させる。近年は環境対応型の商品開発に力を入れていた。
粉飾決算が発覚し、金融機関からの支援が困難となったことから、2010年11月30日、東京地裁より民事再生手続開始決定を受けた。株式会社ニイタカが民事再生スポンサーとなり、2011年3月25日に、同年4月5日に設立した株式会社ユーホーニイタカへ譲渡する契約を締結。事業自体は2011年7月1日付で、ユーホーニイタカへ譲渡された。

## 主な製品
- ワックス
  - ナノサーパス
  - アプローズゼロ
  - プロテクトゼロ
- 剥離剤
  - マキシマム
  - ザ・グレイトリムーバー
- 万能洗剤
  - ラピッドクリーナー
  - ブレイクスルー無リン